# Kaustik (Optik)

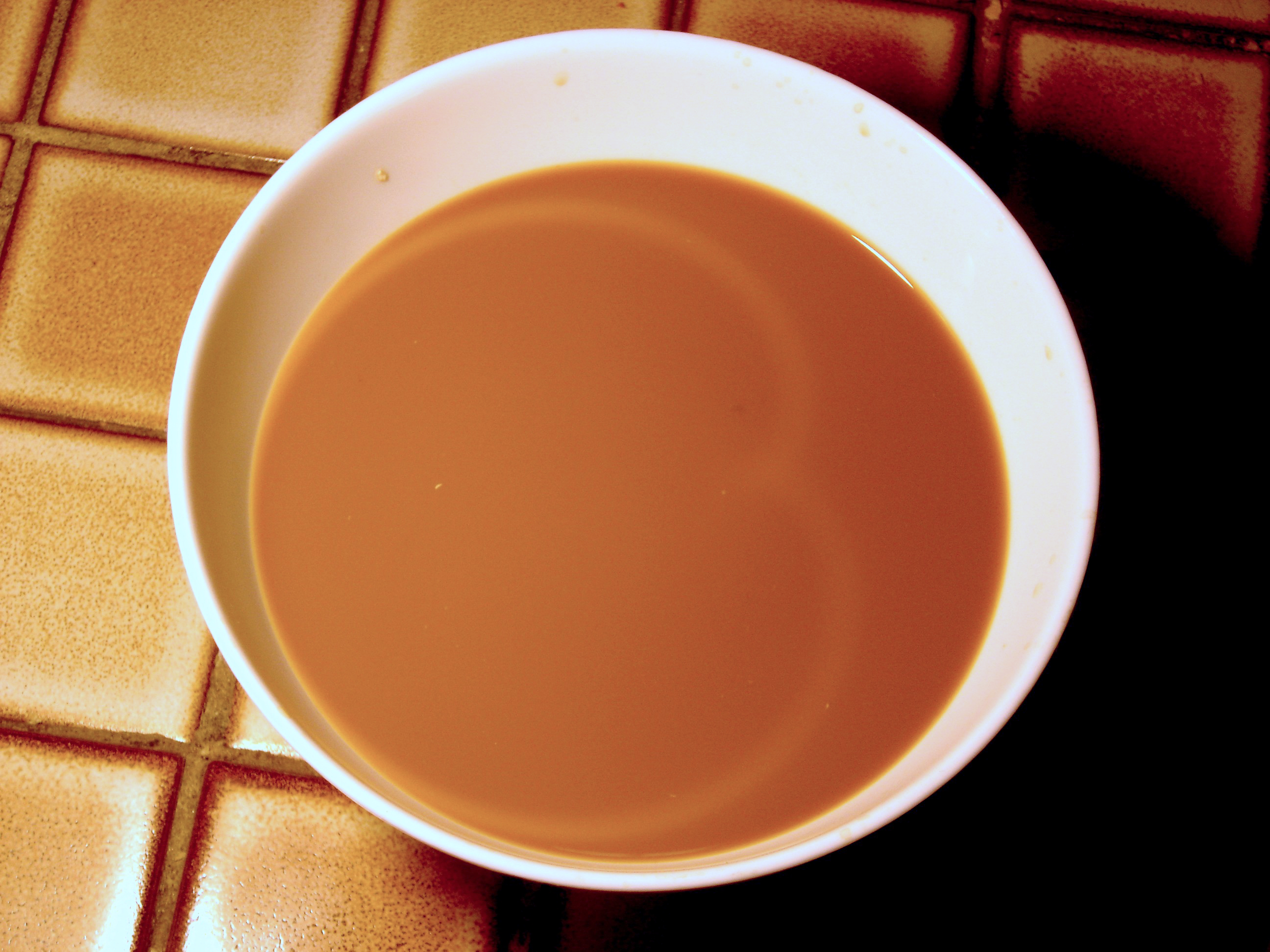
Typische „Kaffeetassen-Kaustik“
Das von links eintretende Licht wird an der Innenwand der Tasse reflektiert und dadurch auf der horizontalen Fläche fokussiert.

Als Kaustik (von altgriechisch καυστικός kaustikós, deutsch ‚brennend‘), auch Brennlinie oder Brennfläche, bezeichnet man in der technischen Optik einen Bereich, in dem Lichtstrahlen Tangenten an einen Bogen oder eine gebogene Fläche sind. Der Bogen begrenzt den Lichtraum. Die Intensität nimmt zum Bogen hin zu und fällt dort steil ab. Mit Kaustik ist manchmal nur dieser Randbogen oder die einhüllende Fläche gemeint.
Sammellinsen und Hohlspiegel fokussieren nur annähernd in einen Punkt. Durch Abbildungsfehler (sphärische Aberration, Koma) wird das Licht in einer endlich ausgedehnten Kaustik gesammelt.

## Arten
Man unterscheidet Katakaustik und Diakaustik (von altgriechisch κατάκαυσις katákausis, deutsch ‚das Verbrennen‘ bzw. διάκαυσις diákausis, deutsch ‚durchdringende Hitze‘), je nachdem, ob die Bündelung durch Reflexion oder Brechung geschieht. Außerdem wird gelegentlich zwischen Kaustik erster und zweiter Art unterschieden, je nachdem, ob die zu sammelnden Lichtstrahlen parallel (von einer sehr weit entfernten Punktlichtquelle kommend) oder divergent (von einer relativ nahen Punktlichtquelle) einfallen.

### Katakaustik

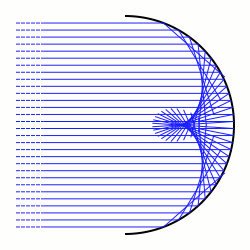
Hohlspiegel mit Katakaustik („sphärische Aberration“)
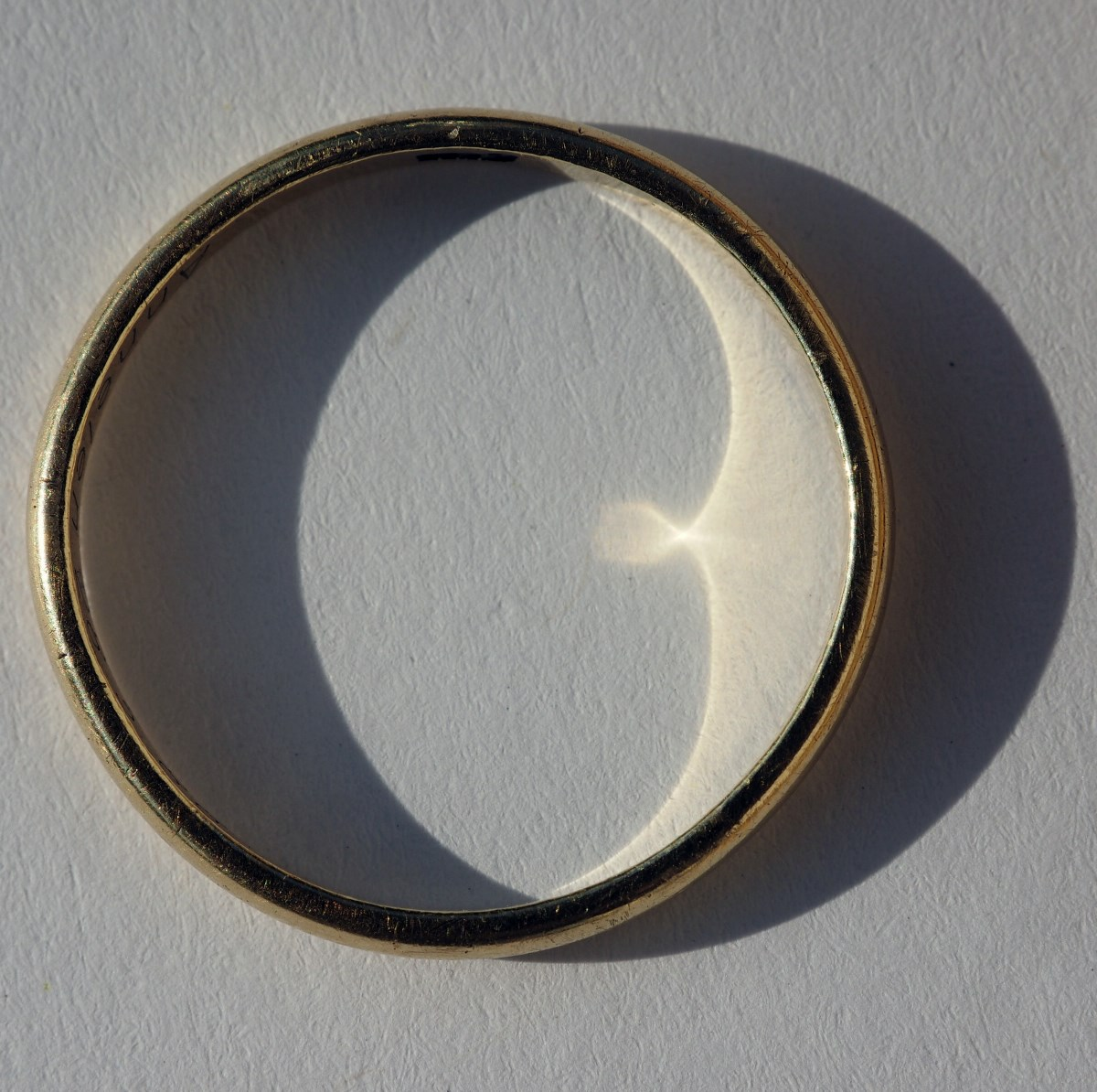
Realisierung mit einem Goldring

Die Ablenkung des Strahlenbündels geschieht durch spiegelnde Reflexion an einer hohlen Fläche. Ein bekanntes Beispiel ist die „Kaffeetassen-Kaustik“: Wenn Licht schräg in eine Tasse mit glänzender Innenseite fällt, kann man am Tassenboden oder in einem etwas trüben Tasseninhalt eine herzförmige Lichtkonzentration beobachten, eine extreme Form von sphärischer Aberration. Die scharfe Grenzfläche wird in Spezialfällen mathematisch durch eine Kardioide oder Nephroide beschrieben.

### Diakaustik

Sich schneidende Strahlen unter einer Wasserwelle...
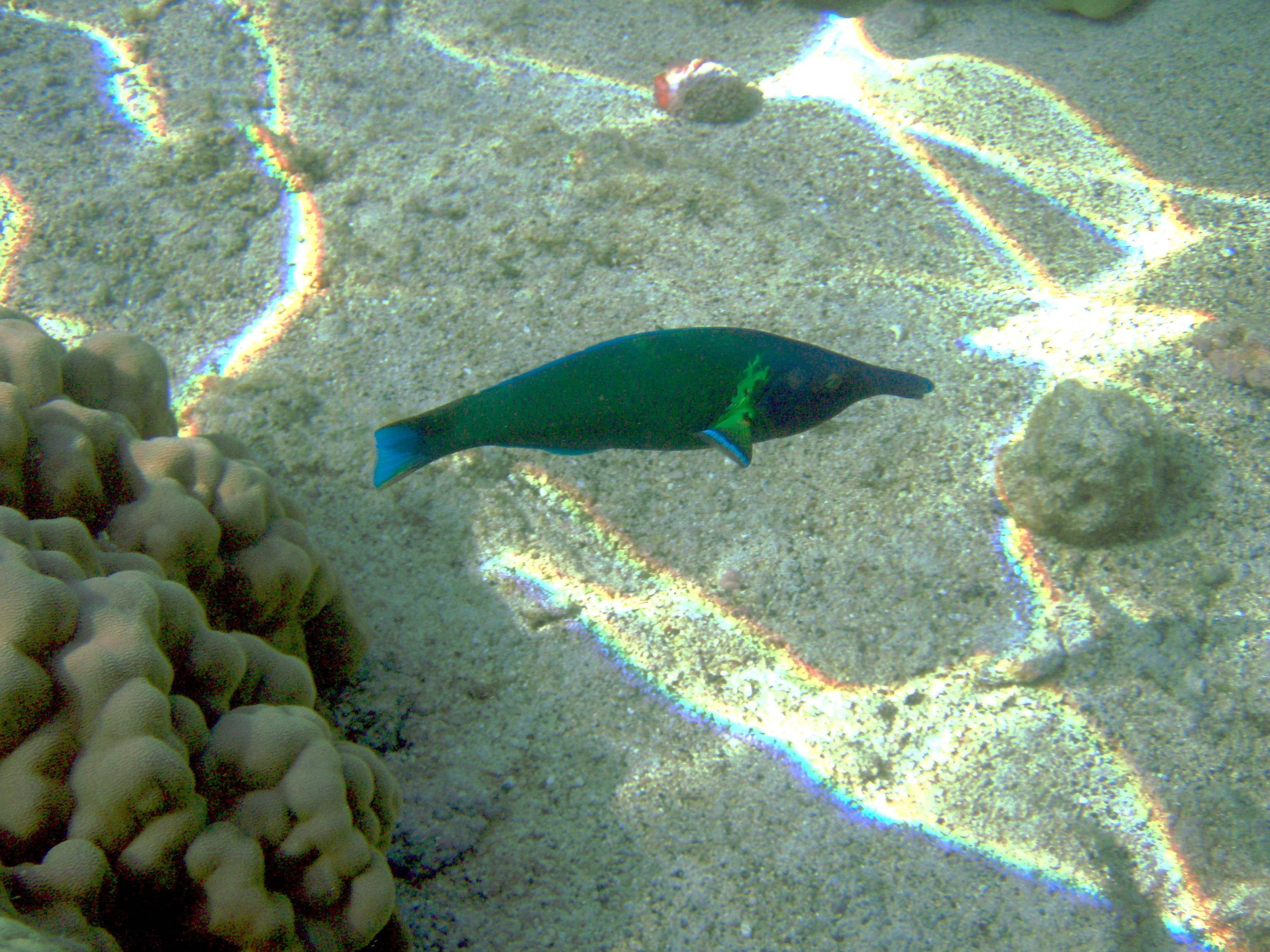
führen zu Diakaustiken am Grund eines Fischbeckens
Schräg durchstrahlte Sammellinse mit Diakaustik („Koma“)

Die Ablenkung des Strahlenbündels geschieht durch Brechung. Zum Beispiel zeigt das Lichtspiel am Boden eines Wasserbeckens Diakaustiken, falls die Wellen so steil sind oder das Wasser so tief ist, dass sich Lichtstrahlen kreuzen. Koma zeigt die Lichtkonzentration am begrenzenden Bogen in Reinform.

### Regenbogen

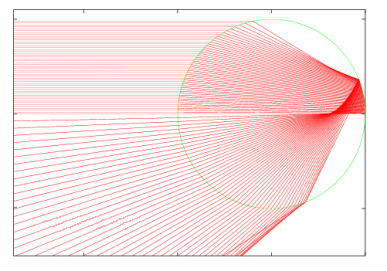
Strahlengang in einem Wassertropfen für monochromatisches Licht: Das parallel einfallende Licht (obere Bildhälfte) wird beim Eintritt gebrochen, an der Rückseite gespiegelt und beim Austritt erneut gebrochen.

Ein Regenbogen beruht auf der Kaustik des katadioptrischen Strahlengangs in Wassertropfen. Die Abhängigkeit des Austrittswinkels vom Achsabstand des einfallenden Strahls durchläuft ein Maximum. In der Richtung des Maximums ist die Intensität besonders hoch und fällt dann steil ab. Der Maximalwinkel ist wellenlängenabhängig, was dem Regenbogen seine Farbigkeit gibt.

## Bedeutung bei Laserstrahlen
Die Einhüllende einer Strahltaille insbesondere eines Laserstrahles wird ebenfalls Kaustik genannt, auch wenn dort die Strahlenoptik nicht mehr gültig ist und die radiale Intensitätsverteilung gerade kein Maximum am Rand, sondern in der Strahlachse hat.

## Bedeutung in der Computergrafik
In der 3D-Computergrafik waren Kaustiken lange Zeit die am schwersten zu simulierende Erscheinung, da sie konzentriert auftreten und sich nur mittels von den Lichtquellen aus arbeitenden Verfahren gut simulieren lassen. Verfahren zur Berechnung der Globalen Beleuchtung müssen auch Kaustiken simulieren, was mit dem 1995 entwickelten Photon-Mapping-Algorithmus erstmals allgemein und effizient gelungen ist. In der Lichtpfadnotation entsprechen Katakaustiken den Pfaden des Typs LS+DE, also mindestens einer spiegelnden und einer anschließenden diffusen Reflexion.